# ジョイタ
ジョイタ（英語: MV Joyita）は、1955年10月に南太平洋のサモアからトケラウへ向かう途中で遭難し、乗員乗客あわせて25人が消息不明となったアメリカ合衆国の商船（ヨット）。
遭難から5週間後、フィジーの北方で誰も乗船していない船体のみが劣悪な状態で見つかった。
発見時の船は、エンジン冷却用の冷水パイプが腐食し、無線機とアンテナをつなぐ給電線が断線していた。断線のせいで通信可能範囲は約2マイル (3.2 km)しかなかった。しかし、船体は浮力が極めて強く、ほぼ沈没しそうにない状態であった。それにもかかわらず、なぜ乗員らが船に留まって救助を待たなかったのかを調査では解明できず、真相は謎のままとなった。

## 特徴と船歴

### 建造
ジョイタは、1931年にロサンゼルスのウィルミントン・ボート・ワークス (英語: Wilmington Boat Works) で建造された豪華ヨットで、全長69-フート (21.0 m)の木造船だった。発注主は映画監督のローランド・ウェストで、船名は妻で女優のジュエル・カルメンの名前をとってジョイタ (Joyita)とした。「ジョイタ」とは、スペイン語で「小さな宝石」を意味する。1936年に、ジョイタはミルトン・E・ビーコン (Milton E. Beacon)に売却され、登録された。ビーコンは、メキシコや、1939年から1940年にゴールデン・ゲート国際博覧会が開催されたサンフランシスコなど、南方への旅にジョイタを何度も使った。この間は、チェスター・ミルズ (Chester Mills)が船長を務めた。
ジョイタの船体は、オーク材のフレームに、2-インチ (51 mm)厚のシダー材が外板として使われていた。寸法は長が69フィート0インチ (21.0 m)、幅7フィート6インチ (2.3 m)、ビーム7フィート6インチ (2.3 m)であった。純トン数は47トンで、総トン数は約70トンであった。ジョイタには2,500 U.S. gallons (9,500 L)の水と3,000 U.S. gallons (11,400 L)のディーゼル燃料を蓄えるためのタンクが備えられていた。

### 第二次世界大戦中の軍務就役

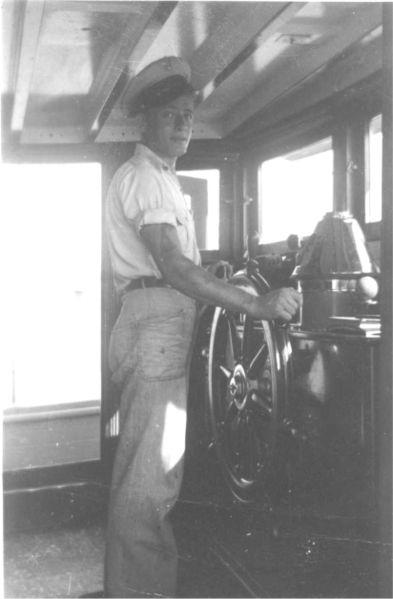
船の操舵室 1942年

1941年10月、真珠湾攻撃の直前にアメリカ合衆国海軍がジョイタを取得し、ハワイ州・真珠湾に移送後、ヤード・パトロール・ボートYP-108として艤装した。海軍は、第二次世界大戦終結まで船をハワイ島のパトロールに使用した。
1943年に船が座礁して大きな損傷を受けたが、海軍が船舶を必要としていたために修理された。この時点で、銅や真鍮に代えて亜鉛引きの鉄で作られたパイプで新たに配管が施された。1946年になると、海軍の船が余剰となったため、ジョイタからほとんどの装備が撤去された。

### 個人への売却
1948年に、ジョイタはルイス・ブラザーズ (Louis Brothers)社に売られた。このとき、コルクのライニングが冷蔵装備とともに船体に追加された。船には225馬力 (168 kW)のグレー・マリン・モーター社のディーゼルエンジン2基と、発電用の追加ディーゼルエンジン2基が備えられた。その後、1950年にウィリアム・タヴァレス (William Tavares)が所有者になった。しかし、タヴァレスはこの船をほとんど使用せず、1952年にハワイ大学のキャサリン・ルオマラ博士に売却した。彼女は、イギリス生まれの船乗りで西サモア在住の友人、トーマス・H・"ダスティ"・ミラー (Thomas H. "Dusty" Miller)に船を貸与した。ミラーは、ジョイタを貿易船やチャーター漁船として使用した。

## 遭難

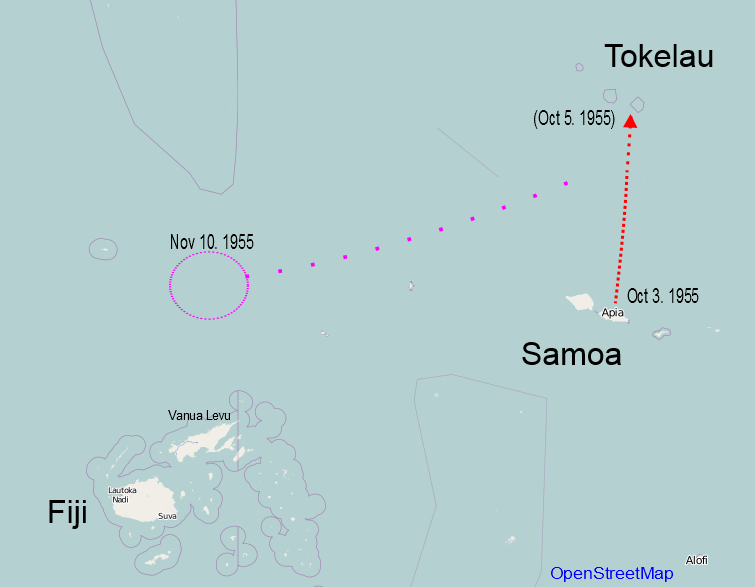
計画航路と『ジョイタ』発見海域

1955年10月3日午前5時ころ、ジョイタは、サモアのアピア港から、約270マイル (430 km)離れたトケラウ諸島に向けて出航した。元々は前日の真昼に出発する予定であったが、エンジンのクラッチが故障して出発が遅れた。最終的に、ジョイタはエンジンが1基しか稼働しない状態でサモアを発った。ジョイタには乗員16人と乗客9人が乗船しており、その中には、政府職員1人、医師1人(第二次世界大戦に軍医として従軍したアルフレッド・"アンディ"・デニス・パーソンズ(Alfred "Andy" Denis Parsons、切断手術を行うために患者のもとへ向かうところだった)、コプラのバイヤー1人、子供2人を含んでいた。貨物は、医療用品、木材、空の45ガロン（200リットル）ドラム缶80本、さまざまな食料品を積んでいた。
航海は41から48時間程度の見込みで、10月5日にトケラウ諸島に到着する予定であった。ところが、10月6日にファカオフォ港 (Fakaofo)から、船が予定を過ぎても到着していないことが報告された。しかし、ジョイタから遭難信号を受信した船や陸上通信局はなかった。捜索および救助活動が開始され、10月6日から12日まで、ニュージーランド空軍のサンダーランド機が、発見の可能性がありそうな、およそ100,000平方マイル (260,000 km2)に及ぶ海域を捜索したが、ジョイタや乗員乗客らしきものは見つからなかった。
ジョイタが遭難してから5週間後の11月10日、スバからフナフティに向かう途中の商船『ツバル』の船長ジェラルド・ダグラス (Gerald Douglas)が、漂流しているジョイタを目撃した。場所は、ジョイタの予定航路より600マイル (970 km)以上も西で、バヌアレブ島の北方であった。船は一部水没し、デッキ・レールが海面すれすれになるほど大きく傾き、乗客や乗組員の姿はなかった。さらに、積載されていたはずの4トンの貨物はすべて失われていた。ジョイタの無線機は、国際海洋無線で無線電話による遭難通信に使われる周波数の2182 kHzに合わせられていた。ジョイタは次のような状態で発見された。
- 左舷側の通常の喫水線よりも高い位置にフジツボが成長しており、ジョイタが大きく傾いてから、かなりの期間が経過していた様子だった。
- 上部構造にいくらかの損傷があった。フライングブリッジは壊れ、デッキハウスには小さな損傷があり、複数の窓が割れていた。キャンバスの天幕は、ブリッジ後方のデッキハウスに装備されていた。
- ジョイタはディンギーと3つのカーリー救命筏（英語版）[3]を備えていたが、発見時にはすべてなくなっていた。また、ジョイタには乗船者の人数に足る救命胴衣が備えられていなかった[9]。
- 右舷エンジンはマットレスで覆われており、左舷エンジンのクラッチは部分的に分解されたままであった。つまり、船はエンジン1基のみで航行していた。右舷の補助エンジンもセルスターターが欠落しており、このエンジンが使用不能だったことを示していた。
- メインエンジン間に吊るされた木の板に取り付けられた状態の補助ポンプがエンジン室にあったが、つながれていなかった。
- 船内の無線機は全世界共通の遭難信号用周波数に合わせられていたが、機器を確認すると、無線機とアンテナをつなぐ給電線に断線箇所があった。給電線の上から塗装が施されていて、断線が見えない状態だった。アンテナにつながっていなかったため、無線電波が届く範囲はわずか2マイル (3.2 km)程度だったと思われる。
- 発電機につながっていた船内の電気式時計は10時25分で止まっており、キャビンの照明とナビゲーションライトのスイッチはオンとなっていた。船に何が起きたにせよ、夜間の出来事と考えられた。
- 航海日誌、六分儀、機械式クロノメーターおよびその他の航海機器に加え、ミラー船長が船に備えてつけていた銃火器もなくなっていた[9]。
- 聴診器やメスの入った医師かばんと血に染まった包帯4本が甲板で見つかった。

ジョイタのタンクには燃料が残っていた。消費量をもとに計算すると、船は243マイル (391 km)を航海し、おそらくトケラウから50マイル (80 km)以内の場所で放棄された。後述の（冷却水系からの）漏水はおそらく航海2日目の午後9時以降に始まった。その後9時間は暗闇の世界である。
ジョイタは、ビルジと下甲板が浸水した状態で見つかったが、船体は健全だった。スバの港に係留されたとき、調査員らは船内に水が入ってくる音を聞いた。エンジン冷却システムの原水回路に使われているパイプの1本がガルバニック腐食を起こし、そこからビルジに水が入っていることが判明した。ジョイタの乗組員が漏水に初めて気付いたのは、おそらく水がエンジンルームの床板より上に来たときで、すでに漏水箇所を突きとめることはほとんど不可能であった。また、ビルジポンプにはストレーナーが取り付けられていなかったため、異物で詰まりが発生し、ポンプによる排水が非常に困難だったと考えられる。

## 海難事故調査
1956年2月、ジョイタの遭難に関する正式調査がアピアで始まった。船の修理が不完全な状態だったことは判明したが、乗員と乗客に何が起きたかは「調査時に提示された証拠では説明できない」とされた。特に謎だったのは、ジョイタに積まれていた3つの救命筏がなくなっていた点だった。ジョイタの場合、乗員および乗客が船に残らず、離れるのは合理的ではない選択肢であった。なぜなら、640立方フィート (18 m3)に及ぶジョイタの船倉は、冷凍貨物を運搬するためにコルクでライニングが施されていて、事実上沈まない船だった。その上、空の燃料ドラムを貨物として積んでいたため、浮力はさらに強かった。
調査団が突き止められたのは、ジョイタに浸水が発生した原因のみだった。原因は、冷却用パイプの破損であった。このパイプの破損により、ビルジポンプが作動せず、機能を果たせなくなっていた。ジョイタのビルジは隔壁で仕切られておらず、水密区画がなかった。そのため、下甲板の浸水が徐々に進行したと考えられた。船が水中に沈むにつれ、1基しか残っていなかったエンジンでは、操舵可能な速度を維持できなくなった。そして、激しいうねりに船がつかまり、その勢いで船体が大きく傾いた。通常の船であれば沈没するほど浸水したものの、コルクのライニングと積み荷の空ドラムのおかげで浮いたままだった。
また、調査団は事故に対するミラー船長の責任を重く見た。ジョイタは、船のエンジンが1基しか使えず、他にも細かな不具合を多数抱えていた。また、無線機が正常に使える状態に整備されておらず、救命ボートの備えも不適切であった。このような状態で、外洋への航海に出たのは無謀だったと指摘した。さらに、ジョイタで有償の旅客営業を行うライセンスが失効しており、海事法にも違反していた。
船上で見つかった使用済み医療用具については、調査では触れられなかった。

## 仮説
ジョイタは「南太平洋の『メアリー・セレスト号』」と呼ばれることもある。複数の本やドキュメンタリーで取り上げられており、その内容は合理的で常識的な説明のものから、超自然的・超常現象的な説明のものまである。行方不明となったジョイタの乗員乗客については、数多くの仮説が提唱された。多くは事故当時に立てられた仮説であるが、後年になってからのものも存在する。ジョイタは船体自体が健全で、ほぼ沈没しえない設計だった。この事実を踏まえ、事故の原因が単純に機関室の浸水であったのなら、なぜ乗客と乗組員が船に留まらなかったのか、その点を探ることに調査の主眼が置かれた。

### 船長負傷説
ミラー船長は、ジョイタが沈まない船であるということを十分に知っていたはずであるから、船長が何らかの理由で死亡したか、行動できなくなった可能性があると、一部の者は想像した（甲板で見つかった血まみれの包帯は、誰かが負傷したことを示している）。ジョイタが浸水しはじめたときに、船長を頼りにすることができなくなっていたため、パニックが起きて皆が救命筏に乗り移った。ただし、この説自体は、貨物や装備が見つからなかった点を説明できない。船が放棄された際に、貨物が運び出されたと考えるしかない。
ミラーの友人、S・B・ブラウン船長 (S. B. Brown)は、ジョイタの構造をミラーは知っていたから、彼が生きていたならジョイタを離れることは絶対になかったはずだと考えた:208。ブラウンは、ミラーとアメリカ人一等航海士のチャック・シンプソン(Chuck Simpson)が対立関係にあるのを知っていた。ミラーとシンプソンの双方が嫌悪感を爆発させ、船上で乱闘が発生して2人とも船外に転落したか、重傷を負ったのではないか。その結果、経験豊富な船員がいなくなり、船が浸水し始めたときに船上に残った人々がパニックに陥ったのではないかと指摘した。

### 他者が関与しているとする説
フィジーのタイムズ・アンド・ヘラルド（英語: Times and Herald）は、「信頼できる筋」から得た情報として、ジョイタが航行中に日本の漁船団の中を通過し、「日本漁船団が見られたくない何かを目撃してしまった」と報じた。
ロンドンのデイリー・テレグラフ（英語: The Daily Telegraph）は、離島の基地を拠点として活動している第二次世界大戦の残留日本兵が事件に関与しているのではないかと報じた。戦後まもないこの頃、太平洋の一部には未だ強い反日感情があり、フィジーでは自国周辺の海域で日本の漁船団が操業を許可されていることに対して強い反感があった。
これらの説は、ジョイタの回収に当たっていた人物が「Made in Japan」と刻印された複数のナイフを発見したのち、にわかに信憑性が高まった。しかしこのナイフを調べたところ、事件との関連性は否定された。ナイフは古く壊れていて、1940年代後半にジョイタが漁業に利用されていた時から船上に残っていた可能性が高いとされた。
また、当時は冷戦下だったため、ジョイタの乗員乗客がソビエト連邦の潜水艦に誘拐されたという説も唱えられた。
発見直後には、船が何かとぶつかった形跡があるとの報道があったことから、ジョイタは激突されたのだという憶測を呼んだ。そして、海賊が船を襲って乗員乗客25人を殺し（遺体を海に棄て）、4トンの貨物を盗んだとする噂が流れた。

### 保険詐欺説
ミラー船長について、漁業の失敗が続いて多額の借金を抱えていたことが、事件後明らかになった:187。しかし、ジョイタにまつわる出来事が保険詐欺の一環とは考えにくい状況であった。なぜなら、ジョイタは海水コックがひとつも開いておらず、自沈させるのはほぼ不可能であった。また、サモアとトケラウとの間で定期運行を行うチャーター船として、ミラーはジョイタを頼みにしていた。サモアおよびトケラウの両政府によるチャーターで、ミラーの借金は短期間で完済できたと考えられる。

### 暴動説
事件後にジョイタの所有者となったイギリスの作家ロビン・モーム (Robin Maugham)は、船の調査に何年も費やし、1962年に出版した『The Joyita Mystery』で、自身の調査結果を発表した。モームは、破損した冷却パイプとポンプの故障が浸水につながり、事故の発端となったことを肯定した。右舷のエンジンをマットレスが覆っていたのは、漏れを塞ぐためか、水位が上昇したときにエンジンのフライホイールが跳ね飛ばす水が配電盤にかからないようにするためのどちらかであった。同時に、ジョイタは非常に激しいうねりとスコールに遭ったと推定した。
ミラー船長は、ジョイタが沈まない船なのを知っていたので、借金を返済するために、何としてでも目的地まで航行を続けようとした。しかし、航海士のチャック・シンプソンが、彼に引き返すよう求めた。場合によっては、他の乗組員もこれに同調した可能性がある。抗命騒ぎが起こり、乗員と乱闘になった末、ミラーが重傷を負った:210。そのころ、船はすでに約40マイル毎時 (64 km/h)の強風が吹く悪天候に見舞われていて、1基しかないエンジンと浸水しはじめたビルジで航行が難しくなり始めた。エンジン室の浸水により、最終的には右舷エンジンが故障し、船の電力もすべて止まったであろう。指揮をとるのは航海士のチャック・シンプソンになっていた。彼は船を放棄する決定を下し、航海用機器と航海日誌、補給品だけでなく、負傷したミラーもいっしょに連れて船を離れた。
ただし、浸水しているとはいえ、沈没せずに浮いている船をチャック・シンプソンが放棄し、小さな救命筏で太平洋の海上に出るのは考えにくい選択肢である。モームは、彼らが近くの島または礁を目撃し、そこにたどり着こうとしたのではないかと推測した。しかし、強風と荒波の中、彼らは海へと流されてしまい、船が無人のまま漂流することになった。ジョイタの軽量な上部構造に見られた損傷は、荒海を漂流中に波を受けた結果だろうと考えた。

## 1955年以降のジョイタ
1956年7月に、ジョイタは所有者によって競売にかけられ、2,425ポンドでフィジーの島民デヴィッド・シンプソン(David Simpson、チャック・シンプソンとは無関係)に売却された。修理とオーバーホールによって、船はその年から航行可能な状態となった。しかし、船籍をアメリカ合衆国からイギリスへ無許可で変更したことを巡って法的紛争が生じた。1957年1月には、乗客13人を乗せてコロ海で座礁した。その後、修理が行われ、1958年10月にはレブカとスバの間で通商船として運行を開始した。1959年11月、ジョイタはレブカ近くのバツバル (Vatuvalu)でサンゴ礁に乗り上げ、再び座礁した。満潮のおかげで船が浮上して離礁できたものの、港に向かう間に裂け目から浸水が発生した。ポンプを作動させたが、バルブが誤った方向に取り付けられていたため、海水が船外に排水されず、逆に船内へ取り込まれた。
結局、ジョイタは傷付いた船体の「不運な船」という評判が立ち、所有者に見放されて浜に放置された。役に立ちそうな装備は取り外され、ジョイタは事実上、船体だけの廃船となって、前述の作家ロビン・モームに買い取られた。モームは1966年に船体をJ.キャスリング＝コットル少佐 (Major J. Casling-Cottle) に売却した。少佐はレブカで旅行広告会社の経営者で、ジョイタを博物館兼ティールームに作り変えるつもりだったが、計画は日の目を見なかった。船体は徐々に崩れていき、1970年代の後半には完全に朽ちてしまったようである。
1975年3月14日に、西サモア郵便当局がジョイタの謎の遭難をモチーフにした切手5枚のセットを発売した。
2009年には、ジョイタに乗船していたアルフレッド・デニス・パーソンズ医師 (Dr. Alfred Dennis Parsons)がニュージーランド、オークランドのトーベイに住んでいたころの家の近くを通る歩道に、彼の名前が付けられた。また、2012年には、サモアのアピアとトケラウのファカオフォ村のそれぞれに、この出来事を記念して碑が建てられた。

## 乗員と乗客
2012年の時点で、乗船していた者は全員「行方不明」と宣言されていた。同年、公式な「死亡宣告」を出すよう、行政に対する要求がなされた。

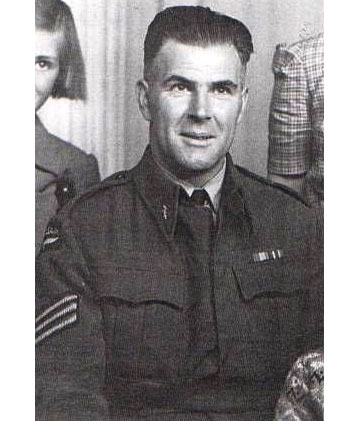
薬剤師 Bert Hodgkinson ニュージーランド

| 乗員（16名）                |                         |      |                          |
| 名前                        | 地位                    | 年齢 | 国                       |
| MILLER Thomas Henry (Dusty) | 船長                    | 41   | イギリス                 |
| SIMPSON Charles R. (Chuck)  | 航海士                  | 28   | 合衆国                   |
| TEEWEKA Tekokaa (Tekolo)    | 甲板長                  | 25   | キリバツ                 |
| TANINI Aberaam Tanini       | 技師                    | 24   | キリバツ                 |
| McCARTHY Henry jr.          | 技師                    | 27   | サモア                   |
| PEDRO Penaia Kolio          | 海員                    | 22   | トケラウ                 |
| FARAIMO Ihaia Kitiona       | 海員                    | 24   | トケラウ                 |
| LEPAIO Tagifano Latafoti    | 海員                    | 27   | トケラウ（アタフ）       |
| HIMONA Haipele Fihaga       | 海員                    | 28   | トケラウ（アタフ）       |
| APETE Ioakimi Iapeha        | 海員                    | 23   | トケラウ（ファカオフォ） |
| MOHE Himeti Falaniko        | 海員                    | 31   | トケラウ（ファカオフォ） |
| ELEKANA Tuhaga Hila         | 機関士/給油係 (greaser) | 26   | トケラウ（ファカオフォ） |
| KOLO Leota Telepu           | 機関士/給油係           | 24   | トケラウ（アタフ）       |
| PELETI Mohe Maota           | 料理人                  | 24   | トケラウ（ファカオフォ） |
| WALLWORK James William      | 船荷監督人              | 44   | 西サモア                 |
| WILLIAMS George Kendall     | 船荷監督人              | 66   | ニュージーランド         |

| 乗客                          |                                 |      |                               |                                |
| 名前                          | 職業                            | 年齢 | 国                            | 注                             |
| FAIVA Liua Noama Rosaiti      |                                 | 3    |                               | Tokelau Lapanaの養女           |
| HODGKINSON Herbert T. (Bert)  | 調剤師                          | 49   | ニュージーランド              | アピア病院 (Apia hospital)から |
| LAPANA Takama                 | 調剤師                          | 51   |                               | ファカオフォの病院から         |
| LAPANA Tokelau                |                                 | 40   | （ファカオフォ）テカイ(Tekai) | Takamaの妻                     |
| PARSONS Alfred Dennis (Andy)  | 外科医                          | 41   | アイルランド                  | アピア病院から                 |
| PEARLESS Roger Derrick (Pete) | 地区幹部船員 (District Officer) | 30   | ニュージーランド              |                                |
| PEREIRA Joseph Hipili         | 無線技士                        | 22   | トケラウ（ファカオフォ）      |                                |
| TALAMA Founuku Uluola         |                                 | 11   |                               | Tokelau Lapanaの養息子         |
| TEOFILO Tomoniko              |                                 | 30   | トケラウ（ファカオフォ）      |                                |

注釈:
1. ↑  “Alfred Denis Parsons - Date of Death 03/10/1955, Granted on 19/06/1961 - State Records NSW”. nsw.gov.au. 2014年10月30日時点のオリジナルよりアーカイブ。2015年3月13日閲覧。 Archive.org

## その他
- スペイン語で「ホイータ号[32]」または「ホヤタ号」とも呼ばれる。

- 船の発見から数か月後、「船を捨てる。奇妙な円い金属の物体が我々を連れ去ろうとしている。助けてくれ。スチュワート、ホヤタ号」と書かれた紙の入った瓶が近くの島に流れ着いた、という話がサモアで出回った[33]。